# Kornelówka
Kornelówka este o arie protejată (sit de importanță comunitară — SCI) din Polonia întinsă pe o suprafață de 28,58 ha, integral pe uscat.

## Localizare
Centrul sitului Kornelówka este situat la coordonatele 50°46′46″N 23°19′13″E / 50.7794°N 23.3202°E.

## Înființare
Situl Kornelówka a fost declarat sit de importanță comunitară în octombrie 2009 pentru a proteja 1 specie de animale.

## Biodiversitate
Situată în ecoregiunea continentală, aria protejată conține 1 habitat natural: Păduri de stejar și carpen Galio-Carpinetum.
La baza desemnării sitului se află o specie protejată de  nevertebrate: rădașcă (Lucanus cervus).